# Jeanne Fusier-Gir
Jeanne Fusier-Gir (22 de abril de 1885-24 de abril de 1973) fue una actriz teatral y cinematográfica de nacionalidad francesa.

## Biografía
Nacida en París, Francia, su padre era el artista dramático Léon Fusier. Jeanne Fusier fue una de las alumnas de Firmin Gémier y una de las intérpretes preféridas de Sacha Guitry. 
En el film Le diable boiteux, ella fue Marie-Thérèse Champignon, un amor de juventud de Talleyrand, y en La Poison, la florista.
En el teatro, actuó tanto en operetas como en piezas tales como No No Nanette (de Vincent Youmans), Une nuit chez vous, Madame! (de Jean de Létraz), Il y a longtemps que je t'aime (de Jacques Deval), Une femme trop honnête (de Armand Salacrou), Coralie et Cie (de Maurice Hennequin y Albin Valabrègue), etc.
Fue actriz secundaria en numerosas producciones cinematográficas, trabajando con directores como Jean Loubignac, Émile Couzinet, Henri-Georges Clouzot o Maurice Cammage, etre otros muchos, adquiriendo la popularidad gracias a su vivacidad y su voz personal. 
Jeanne Fusier-Gir falleció en Maisons-Laffitte, Francia, en el año 1973. Había estado casada con el pintor y caricaturista Charles Gir (1883-1941), y fue la madre del director de televisión François Gir (1920-2003) y de Françoise Girard.

## Filmografía
- 1909 : La Peau de chagrin, de Michel Carré
- 1910 : Robe de fiançailles
- 1912 : La poupée hollandaise
- 1929 : Le Crime de Sylvestre Bonnard, de André Berthomieu
- 1930 : Les Vacances du diable, de Alberto Cavalcanti
- 1930 : Chérie, de Louis Mercanton
- 1931 : Le Cheval du cinquième, de Robert Rips
- 1931 : Une idée de génie, de Louis Mercanton
- 1931 : Le Voisin du dessus, de André Chotin
- 1931 : Une histoire entre mille, de Max de Rieux
- 1931 : Un homme en habit, de René Guissart
- 1931 : Quand te tues-tu ?, de Émile Couzinet
- 1931 : La Vagabonde, de Solange Bussi
- 1931 : La Couturière de Lunéville, de Harry Lachmann
- 1931 : La Chance, de René Guissart
- 1931 : Rien que la vérité, de René Guissart
- 1932 : Maquillage, de Karl Anton
- 1932 : Baby, de Karel Lamač et Pierre Billon
- 1932 : La Femme poisson, de Louis Mercanton
- 1932 : Heure d'été, de Robert Bossis
- 1932 : Le Chien qui parle, de Robert Rips
- 1932 : Allô! mademoiselle, de Maurice Champreux
- 1932 : Les As du turf, de Serge de Poligny
- 1932 : Quick, de Robert Siodmak
- 1932 : Ce cochon de Morin, de Georges Lacombe
- 1932 : Maruche, de Robert Péguy
- 1932 : Retour au bercail
- 1932 : Grains de beauté, de Pierre Caron
- 1933 : Rien que des mensonges, de Karl Anton
- 1933 : L'Héritier du bal Tabarin, de Jean Kemm
- 1933 : Je te confie ma femme, de René Guissart
- 1933 : Le Coq du régiment, de Maurice Cammage
- 1933 : Crainquebille, de Jacques de Baroncelli
- 1933 : L'Assassin est ici, de Robert Péguy
- 1933 : Coquin de sort, de André Pellenc
- 1933 : Jacqueline fait du cinéma, de Jacques Deyrmon
- 1933 : Je suis un homme perdu, de Edmond T. Gréville
- 1933 : Quatre à Troyes, de Pierre-Jean Ducis
- 1934 : Un tour de cochon, de Joseph Tzipine
- 1934 : Le Miroir aux alouettes, de Hans Steinhoff y Roger Le Bon
- 1934 : La Cinquième Empreinte, de Karl Anton
- 1934 : Prince de minuit, de René Guissart
- 1934 : Roi de Camargue, de Jacques de Baroncelli
- 1934 : L'Affaire Sternberg, de Robert Péguy
- 1934 : Un bout d'essai, de Walter Kapps y Emil G. de Meyst
- 1934 : Studio à louer, de Jean-Louis Bouquet
- 1934 : Les Suites d'un premier lit, de Félix Gandéra
- 1935 : Couturier de mon cœur, de René Jayet y Raymond de Cesse
- 1935 : Divine, de Max Ophüls
- 1935 : La Coqueluche de ces dames, de Gabriel Rosca
- 1935 : Retour au paradis, de Serge de Poligny
- 1935 : Train de plaisir, de Léo Joannon
- 1935 : Voyage d'agrément, de Christian-Jaque
- 1935 : Le Coup de trois, de Jean de Limur
- 1935 : Ernest a le filon, de Andrew Brunelle
- 1935 : Monsieur Prosper, de Robert Péguy
- 1935 : Et moi, j'te dis qu'elle t'a fait de l'œil, de Jack Forrester
- 1936 : L'Homme du jour, de Julien Duvivier
- 1936 : Les Gaietés du palace, de Walter Kapps
- 1936 : Pantins d'amour, de Walter Kapps
- 1936 : La Reine des resquilleuses, de Max Glass y Marco de Gastyne
- 1936 : Trois artilleurs au pensionnat, de René Pujol
- 1936 : Blanchette, de Pierre Caron
- 1936 : Une poule sur un mur, de Maurice Gleize
- 1936 : La Loupiote, de Jean Kemm
- 1936 : Marinella, de Pierre Caron
- 1936 : Œil de lynx, détective, de Pierre-Jean Ducis
- 1937 : Claudine à l'école, de Serge de Poligny
- 1937 : À minuit, le 7, de Maurice de Canonge
- 1937 : Cinderella, de Pierre Caron
- 1937 : Un soir à Marseille, de Maurice de Canonge
- 1937 : Boulot aviateur, de Maurice de Canonge
- 1937 : Mon député et sa femme, de Maurice Cammage
- 1937 : Miarka, la fille à l'ourse, de Jean Choux
- 1937 : Un carnet de bal, de Julien Duvivier
- 1937 : La Citadelle du silence, de Marcel L'Herbier
- 1938 : Les Femmes collantes, de Pierre Caron
- 1938 : La Route enchantée, de Pierre Caron
- 1938 : Gosse de riche, de Maurice de Canonge
- 1938 : Petite Peste, de Jean de Limur
- 1938 : La Marraine du régiment, de Gabriel Rosca
- 1938 : Mon curé chez les riches, de Jean Boyer
- 1938 : Place de la Concorde, de Karel Lamač
- 1938 : Remontons les Champs-Élysées, de Sacha Guitry
- 1939 : Les Cinq Sous de Lavarède, de Maurice Cammage
- 1939 : L'Intrigante, de Émile Couzinet
- 1939 : Narcisse, de Ayres d'Aguiar
- 1939 : Tourbillon de Paris, de Henri Diamant-Berger
- 1939 : Gargousse, de Henry Wulschleger
- 1939 : Le Feu de paille, de Jean Benoît-Lévy
- 1939 : Le Chemin de l'honneur, de Jean-Paul Paulin
- 1939 : Une main a frappé, de Gaston Roudès
- 1940 : Ils étaient cinq permissionnaires, de Pierre Caron
- 1940 : L'irrésistible rebelle, de Jean-Paul Le Chanois
- 1941 : Péchés de jeunesse, de Maurice Tourneur
- 1941 : Le Destin fabuleux de Désirée Clary, de Sacha Guitry
- 1942 : L'Honorable Catherine, de Marcel L'Herbier
- 1942 : L'Ange gardien, de Jacques de Casembroot
- 1943 : Monsieur des Lourdines, de Pierre de Hérain
- 1942 : Le Voile bleu, de Jean Stelli
- 1943 : La Cavalcade des heures, de Yvan Noé
- 1943 : Marie-Martine, de Albert Valentin
- 1943 : Donne-moi tes yeux, de Sacha Guitry
- 1943 : Le Corbeau, de Henri-Georges Clouzot
- 1943 : La Malibran, de Sacha Guitry
- 1943 : Vingt-cinq ans de bonheur, de René Jayet
- 1943 : Coup de tête, de René Le Hénaff
- 1944 : Falbalas, de Jacques Becker
- 1945 : Paméla, de Pierre de Hérain
- 1945 : Madame et son flirt, de Jean de Marguenat
- 1945 : L'Insaisissable Frédéric, de Richard Pottier
- 1945 : Trente et quarante, de Gilles Grangier
- 1946 : Nuit sans fin, de Jacques Séverac
- 1947 : Plume la poule, de Walter Kapps
- 1947 : Quai des Orfèvres, de Henri-Georges Clouzot
- 1947 : Le Diamant de cent sous, de Jacques Daniel-Norman
- 1947 : Une mort sans importance, de Yvan Noé
- 1947 : Bichon, de René Jayet
- 1947 : Mademoiselle s'amuse, de Jean Boyer
- 1948 : Le voleur se porte bien, de Jean Loubignac
- 1948 : Le Diable boiteux, de Sacha Guitry
- 1948 : La Voix du rêve, de Jean-Paul Paulin
- 1948 : Ma tante d'Honfleur, de René Jayet
- 1948 : Deux amours, de Richard Pottier
- 1949 : Toâ, de Sacha Guitry
- 1949 : Le Trésor de Cantenac, de Sacha Guitry
- 1949 : Le Martyr de Bougival, de Jean Loubignac
- 1949 : Tête blonde, de Maurice Cam
- 1949 : Millionnaires d'un jour, de André Hunebelle
- 1949 : Menace de mort de Raymond Leboursier
- 1949 : Miquette et sa mère, de Henri-Georges Clouzot
- 1949 : À la culotte de zouave, de Henri Verneuil
- 1950 : Tu m'as sauvé la vie, de Sacha Guitry
- 1950 : Le Clochard milliardaire, de Léopold Gomez
- 1950 : Coq en pâte, de Charles-Félix Tavano
- 1950 : Et moi, j'te dis qu'elle t'a fait de l'œil, de Maurice Gleize
- 1951 : Mon phoque et elles, de Pierre Billon
- 1951 : Min vän Oscar, de Pierre Billon y Ake Ohberg
- 1951 : Deburau, de Sacha Guitry
- 1951 : La Poison, de Sacha Guitry
- 1951 : Les Deux Monsieur de Madame, de Robert Bibal
- 1951 : Chacun son tour, de André Berthomieu
- 1951 : L'Amour, Madame, de Gilles Grangier
- 1952 : Buridan, héros de la Tour de Nesle, de Émile Couzinet
- 1952 : Le Trou normand, de Jean Boyer
- 1952 : Le Curé de Saint-Amour, de Émile Couzinet
- 1952 : Monsieur Taxi, de André Hunebelle
- 1952 : Quand te tues-tu ?, de Émile Couzinet
- 1952 : Les femmes sont des anges, de Marcel Aboulker
- 1952 : Des quintuplés au pensionnat, de René Jayet
- 1952 : Bacchus mène la danse, de Jacques Houssin
- 1953 : Belle Mentalité !, de André Berthomieu
- 1953 : La Famille Cucuroux, de Émile Couzinet
- 1953 : Piedalu député, de Jean Loubignac
- 1953 : La rafle est pour ce soir, de Maurice Dekobra
- 1953 : Faites-moi confiance, de Gilles Grangier
- 1954 : Si Versailles m'était conté..., de Sacha Guitry
- 1954 : Les Fruits de l'été, de Raymond Bernard
- 1954 : Le Congrès des belles-mères, de Émile Couzinet
- 1954 : Napoleón, de Sacha Guitry
- 1955 : Il mantello rosso, de Giuseppe Maria Scotese
- 1955 : Treize à table, de André Hunebelle
- 1955 : Si Paris nous était conté, de Sacha Guitry
- 1955 : Mannequins de Paris, de André Hunebelle
- 1956 : Les Sorcières de Salem, de Raymond Rouleau
- 1956 : Le Septième Commandement, de Raymond Bernard
- 1956 : Les carottes sont cuites, de Robert Vernay
- 1956 : Ah ! Quelle équipe, de Roland Quignon
- 1957 : C'est arrivé à 36 chandelles, de Henri Diamant-Berger
- 1957 : Les Vignes du Seigneur, de Jean Boyer
- 1958 : Marie-Octobre, de Julien Duvivier
- 1959 : À rebrousse-poil, de Pierre Armand
- 1960 : Au cœur de la ville, de Pierre Gautherin
- 1961 : L'Éventail de Lady Windermere, de François Gir (TV)
- 1961 : À rebrousse-poil, de Pierre Armand
- 1962 : Du mouron pour les petits oiseaux, de Marcel Carné
- 1962 : Césarin joue "Les étroits mousquetaires", dr Émile Couzinet
- 1963 : Cadavres en vacances, de Jacqueline Audry
- 1964 : La Chance et l'amour, de Eric Schlumberger
- 1965 : Les Mordus de Paris, de Pierre Armand
- 1966 : Le Jardinier d'Argenteuil, de Jean-Paul Le Chanois

## Teatro
- 1903 : Antoinette Sabrier, de Romain Coolus, Théâtre du Vaudeville
- 1904 : L'Esbrouffe, de Abel Hermant, Théâtre du Vaudeville
- 1905 : Monsieur Piégois, de Alfred Capus
- 1905 : Bertrade, de Jules Lemaître, Théâtre de la Renaissance
- 1906 : La Griffe, de Henri Bernstein, Théâtre de la Renaissance
- 1907 : La Course du flambeau, de Paul Hervieu, Théâtre Réjane
- 1907 : Raffles, de Ernest William Hornung y Eugene Wiley Presbrey, Théâtre Réjane
- 1908 : L'Impératrice, de Catulle Mendès, Théâtre Réjane
- 1908 : Qui perd gagne, de Pierre Veber a partir de Alfred Capus, Théâtre Réjane
- 1909 : La Course du flambeau, de Paul Hervieu, Théâtre Réjane
- 1909 : Le Refuge, de Dario Niccodemi, Théâtre Réjane
- 1909 : La Maison de danses, de Fernand Nozière y Charles Muller a partir de Paul Reboux, Théâtre du Vaudeville
- 1910 : César Birotteau, a partir de Honoré de Balzac, adaptación de Émile Fabre, escenografía de Firmin Gémier, Théâtre Antoine
- 1911 : Marie-Victoire, de Edmond Guiraud, escenografía de Firmin Gémier, Théâtre Antoine
- 1912 : Les Petits, de Lucien Népoty, Théâtre Antoine
- 1913 : Le Procureur Hallers, de Louis Forest y Henry de Gorsse a partir de Paul Lindau, escenografía de Firmin Gémier, Théâtre Antoine
- 1916 : L'École du piston, de Tristan Bernard, Théâtre Antoine
- 1916 : L'Illusionniste, de Sacha Guitry, Théâtre des Bouffes-Parisiens
- 1918 : Deburau, de Sacha Guitry, Théâtre du Vaudeville
- 1919 : La Jeune Fille aux joues roses, de François Porché, Théâtre de la Ville
- 1925 : Le Lâche, de Henri-René Lenormand, escenografía de Georges Pitoëff, Théâtre Hébertot
- 1927 : Fanny et ses gens, de Pierre Scize y Andrée Méry a partir de Jerome K. Jerome, escenografía de Edmond Roze, Théâtre Daunou
- 1937 : Las preciosas ridículas, de Molière, escenografía de René Rocher, Théâtre du Vieux-Colombier
- 1942 : N'écoutez pas Mesdames, de Sacha Guitry, Théâtre de la Madeleine
- 1943 : À la gloire d'Antoine, de Sacha Guitry, Théâtre Antoine
- 1945 : La Revue des Capucines, de Pierre Louki, Mauricet, Serge Veber, Mitty Goldin, Perre Mercier y Raoul Moretti, escenografía de Louis Blanche, Théâtre des Capucines[1]
- 1946 : Jeux d'esprits, de Noel Coward, escenografía de Pierre Dux, Théâtre de la Madeleine
- 1948 : Le Diable boiteux, escrita y dirigida por Sacha Guitry, Théâtre Edouard VII
- 1949 : Toâ, de Sacha Guitry, Théâtre du Gymnase Marie-Bell
- 1950 : Deburau, escrita y dirigida por Sacha Guitry, Théâtre du Gymnase Marie-Bell
- 1951 : Une folie, escrita y dirigida por Sacha Guitry, Théâtre des Variétés
- 1952 : Le Cocotier, de Jean Guitton, escenografía de Paule Rolle, Théâtre du Gymnase Marie-Bell
- 1952 : N'écoutez pas, mesdames !, de Sacha Guitry, escenografía del autor, Théâtre des Variétés
- 1953 : Frère Jacques, de André Gillois, escenografía de Fernand Ledoux, Théâtre des Variétés
- 1954 : Frère Jacques, de André Gillois, escenografía de Fernand Ledoux, Théâtre des Célestins
- 1954 : Carlos et Marguerite, de Jean Bernard-Luc, escenografía de Christian-Gérard, Théâtre de la Madeleine
- 1955 : Il y a longtemps que je t'aime, de Jacques Deval, escenografía de Jean Le Poulain, Théâtre Edouard VII
- 1955 : El abanico de Lady Windermere, de Oscar Wilde, escenografía de Marcelle Tassencourt, Théâtre Hébertot, 1956 : Théâtre Daunou
- 1957 : Une femme trop honnête, de Armand Salacrou, escenografía de Georges Vitaly, Théâtre Édouard VII
- 1959 : Mon père avait raison, de Sacha Guitry, escenografía de André Roussin, Théâtre de la Madeleine
- 1959 : Les Choutes, de Pierre Barillet y Jean-Pierre Grédy, escenografía de Jean Wall, Théâtre des Nouveautés
- 1960 : Les Glorieuses, de André Roussin, escenografía del autor, Théâtre royal du Parc, Théâtre de la Madeleine
- 1961 : Niki-Nikou, de Jacques Bernard, escenografía de Christian-Gérard, Théâtre de la Potinière
- 1961 : Coralie et Compagnie, de Maurice Hennequin y Albin Valabrègue, escenografía de Jean Le Poulain, Théâtre de la Ville
- 1962 : N'écoutez pas Mesdames, de Sacha Guitry, escenografía de Jacques Mauclair, Théâtre de la Madeleine
- 1963, 1964 : La Voyante, de André Roussin, escenografía de Jacques Mauclair, Théâtre de la Madeleine